# Antipathes viminalis
Antipathes viminalis is een Antipathariasoort uit de familie van de Antipathidae. De wetenschappelijke naam van de soort is voor het eerst geldig gepubliceerd in 1902 door Roule.